# Caso Obergefell v. Hodges

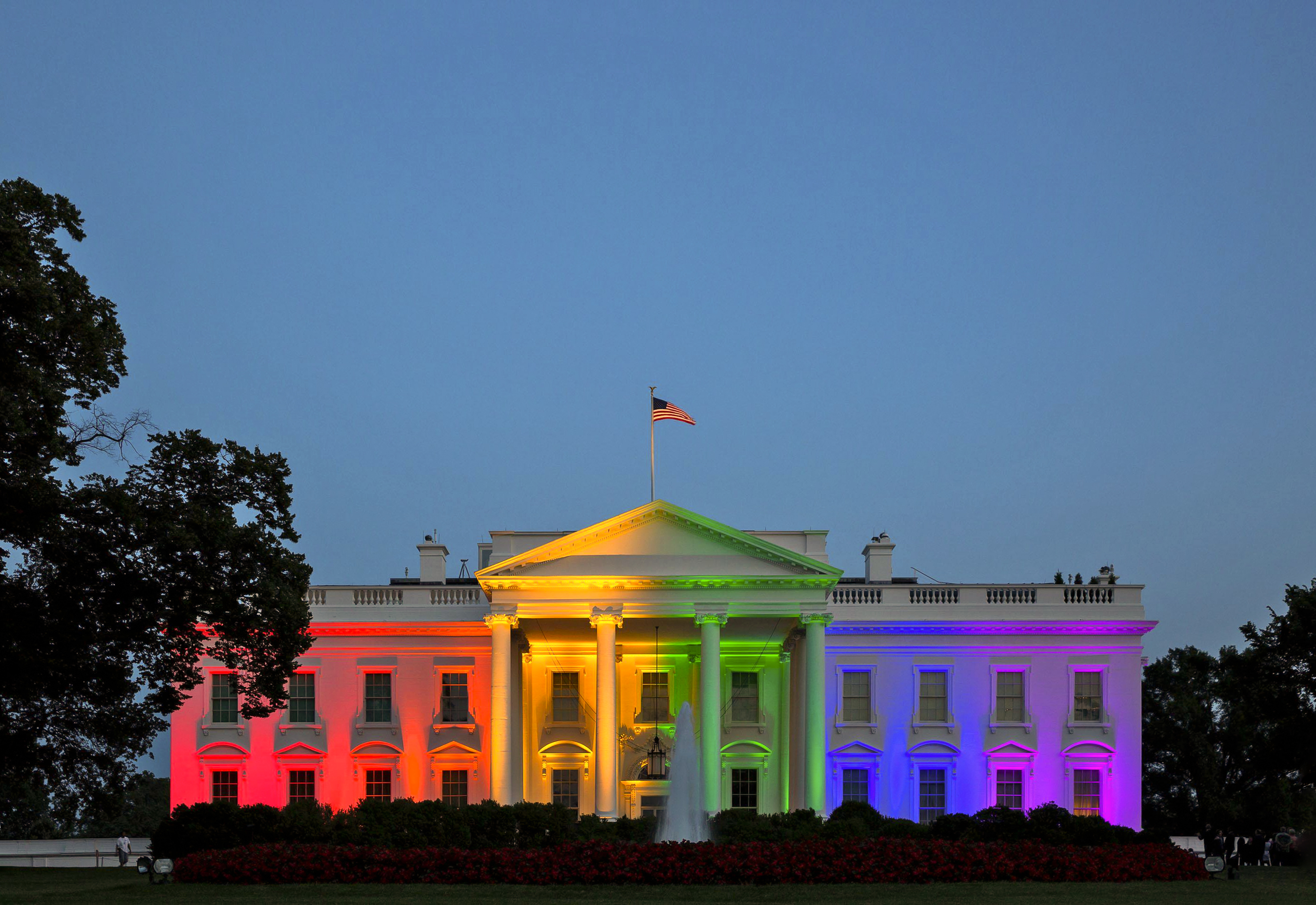
Casa Branca iluminada com as cores da bandeira arco-íris no dia da decisão da Suprema Corte

Obergefell v. Hodges é um caso marcante da Suprema Corte dos Estados Unidos no qual o tribunal declarou que o casamento entre pessoas do mesmo sexo é um direito protegido tanto pela Cláusula do Devido Processo Legal quanto pela Cláusula de Proteção Igualitária da Décima Quarta Emenda e, portanto, ordenou que casamentos deste tipo sejam reconhecidos como válidos e obrigados a se fazer acontecer em todos os Estados, territórios e áreas sujeitas à jurisdição da Constituição dos Estados Unidos.
Decidido em 26 de junho de 2015, Obergefell derrubou Baker v. Nelson (1972), caso que rejeitou sumariamente as reivindicações de casamento de casais do mesmo sexo, e exige que todos os Estados emitam licenças de casamento para casais do mesmo sexo e reconheçam casamentos do mesmo sexo validamente realizados em outras jurisdições. Isso estabeleceu o casamento entre pessoas do mesmo sexo nos Estados Unidos e em seus territórios. O caso foi a consolidação de outros três casos de casamento do mesmo sexo, Tanco v. Haslam (Tennessee), DeBoer v. Snyder (Michigan), Bourke v. Beshear (Kentucky), desafiando as leis estaduais que proibiam o casamento do mesmo sexo. O tribunal identifica os casos consolidados Obergefell v. Hodges, e ouviu os argumentos orais em 28 de abril de 2015. A ação foi previamente intitulada Obergefell v. Wymyslo, depois Obergefell v. Himes.